# Jorge Mata
Jorge Mata Ferradal (ur. 26 kwietnia 1970 r. w León) – hiszpański bokser, były mistrz świata WBO w kategorii słomkowej.

## Kariera zawodowa
Jako zawodowiec zadebiutował 22 listopada 1998 r., zwyciężając w debiucie jednogłośnie na punkty. Do maja 2002 r. stoczył kolejnych 9. pojedynków, z których 7 wygrał i 2 zremisował, pokonując m.in. Kolumbijczyka Dunoya Peñę w starciu o pas WBO - Inter-Continental. 29 czerwca 2002 r. zmierzył się z Panamczykiem  Reynaldem Frutosem, a stawką walki było tymczasowe mistrzostwo świata WBO w kategorii słomkowej. Mata zwyciężył przez nokaut w 9. rundzie, a niedługo potem został mistrzem pełnoprawnym.
22 listopada 2002 r. przystąpił do pierwszej obrony mistrzostwa. W hiszpańskim mieście León, Mata zwyciężył jednogłośnie na punkty (117-111, 115-110, 116-111) Panamczyka Jairo Arango i udanie obronił pas. 28 marca 2003 r. utracił tytuł, przegrywając przez nokaut w 11. rundzie z Nikaraguańczykiem Eduardem Márquezem. Ostatnią walkę stoczył 18 lutego 2006 r., zwyciężając na punkty po blisko 3-letniej przerwie.